# Rapsodia - Il meglio di Mia Martini
Rapsodia - Il meglio di Mia Martini è un album raccolta di brani musicali di Mia Martini, pubblicato nel 1992 dalla Fonit Cetra.

## Il disco
È la terza raccolta ufficiale di Mia Martini, che comprende l'inedito Rapsodia, presentato all'Eurovision Song Contest 1992, dove si classificò al 4º posto.
I brani Stelle e La costruzione di un amore appaiono in una nuova versione live, dal Teatro Nazionale di Milano il 15 maggio 1992, mentre i rimanenti sono stati rimasterizzati.

## Tracce
1. Rapsodia (G. Dati/G. Bigazzi) - 3:33
2. Piccolo uomo (D. Baldan Bembo/B. Lauzi/A. La Bionda) - 4:20
3. Donna sola (D. Baldan Bembo/L. Albertelli/B. Lauzi) - 3:30
4. Inno (D. Baldan Bembo/M. Piccoli) - 4:25
5. Minuetto (D. Baldan Bembo/F. Califano) - 4:42
6. E non finisce mica il cielo (I. Fossati) - 4:03
7. Scrupoli (Musy/Thomas/Miamartini/M.Piccoli) - 3:30
8. Almeno tu nell'universo (B. Lauzi/M. Fabrizio) - 5:05
9. La nevicata del '56 (C. Vistarini/L. Lopez/M. Cantini/F. Califano) - 4:31
10. Cu' mme (E. Gragnaniello) - 4:22
11. Stelle (Mia Martini) - 5:58 (Versione Live)
12. La costruzione di un amore (I. Fossati) - 6:15 (Versione Live)

## Crediti
- Produzione Esecutiva: Bruno Sconocchia per "Cose di musica"
- Produzione Artistica: Giancarlo Bigazzi e Mia Martini per "M.M. Voice Sound"
- Rimasterizzazione: presso lo studio "Logic Studios" da Massimo Barberi
- Registrati: presso il "Teatro Nazionale" di Milano il 15 maggio 1992 dallo "Studio Mobile Blanche"
- Mixaggio: presso lo studio "Studio Emme" da Piero Brawin
- Arragiamenti Rapsodia: Marco Falagiani
- Direzione Orchestra Rapsodia: Marco Falagiani
- Abiti: Giorgio Armani
- Copertina: Anastasia/Harari
- Fotografie retro e front: di Guido Harari
- Management: "Cose di musica"

## Ringraziamenti
Mimì ringrazia:
- Gianna e Giancarlo Bigazzi;
- Marco Falagiani;
- Marco Masini per la sua "nota" blues;
- Roberto Murolo;
- Enzo Gragnaniello;
- Nando Sepe;
- Napoli per la sua saggezza, la musica, il peperoncino e l'amore;
- i mitici Harari e Flora per l'amicizia, l'arte e la pazienza che dimostrano nel sopportarmi gli uni e nel decifrarmi gli altri;
- Tutti i Fans Club "Chez Mimì" a cura di Pippo Augugliera di Messina e "Mia Martini" che ancora eroicamente resistono;
- Bruno Sconocchia;
- Lucio Salvini.

## Altre note
- Leo Ricchi non viene indicato tra gli autori del brano Piccolo uomo;
- I brani Stelle e La costruzione di un amore sono stati registrati dal vivo al Teatro Nazionale di Milano il 15 maggio 1992, Studio mobile Blanche.